# Ctenus fallax
Ctenus fallax är en spindelart som beskrevs av Steyn och Van der Donckt 2003. Ctenus fallax ingår i släktet Ctenus och familjen Ctenidae.
Artens utbredningsområde är Elfenbenskusten. Inga underarter finns listade i Catalogue of Life.